# Dombeya farafanganica
Dombeya farafanganica är en malvaväxtart. Dombeya farafanganica ingår i släktet Dombeya och familjen malvaväxter.

## Underarter
Arten delas in i följande underarter:
- D. f. endrina
- D. f. farafanganica
- D. f. ramiovensis
- D. f. manakensis